# Bloodhound Gang
Bloodhound Gang es un grupo estadounidense de rap rock también considerado como una banda de rock cómico. El tema principal de sus canciones es la sátira y el humor. Fue fundada en Quakertown, Pennsylvania, en 1992 por Jimmy Pop y por Daddy Long Legs.

## Historia
Firman contrato en 1995 con la discográfica Columbia Records y graban su disco debut “Use Your Fingers”. En esta época el grupo sufre varios cambios en su formación: Daddy Long Legs abandona la banda, y en su lugar entran «Evil» Jared Hasselhoff, bajista amigo de la universidad de Jimmy Pop; Spanky G, batería, será sustituido por Willie The New Guy, y DJ Q-Ball, primo de Jimmy Pop que llegaría en el segundo disco, “One Fierce Beer Coaster”. Este álbum se lanzó un año después, a mediados de 1996, inicialmente sin demasiada repercusión. No obstante, gracias al apoyo de la omnipotente MTV y las radios alternativas, el disco acaba siendo todo un éxito. Más tarde, en 1999 lanzan el disco “Hooray for Boobies”, que se vuelve un éxito mundial incluyendo el número uno "The Bad Touch". Por último, con la ayuda de la discográfica Geffen Records, sacan al mercado su último trabajo “Hefty Fine”, en el año 2005.

### Use Your Fingers
En marzo de 1995, Bloodhound Gang, formado entonces por Jimmy Pop y Daddy Long Legs, sacan al mercado “Use Your Fingers”. El disco fue un éxito y comienzan una gira en Estados Unidos, entonces fue cuando Daddy Long Legs, enfadado con la discográfica abandona el grupo y se une a otra banda de rap, Wolfpac, siendo sustituido por el bajista Evil Jared Hasselhoff, amigo de Jimmy Pop de la universidad.

### One Fierce Beer Coaster
En marzo de 1996 el grupo graba su segundo álbum, titulado “One Fierce Beer Coaster”, lanzado con la discográfica Cheese Factory Records (ahora Republic Records) y relanzado con la discográfica Geffen Records en 1998. El grupo se embarca en su primera "gira real" por Estados Unidos y Europa. La canción Fire Water Burn, de este mismo álbum, es todo un éxito y se usa en la película Fahrenheit 9/11.

### Hooray For Boobies
En 1999, lanzan su tercer álbum, “Hooray for Boobies”. Ayudados por el sencillo The Bad Touch, realizan dos giras más por Europa, donde su popularidad se incrementa notablemente (The Bad Touch y “Hooray for Boobies” n.º1 en Alemania, al igual que Along Comes Mary, TOP 10 en las listas). Terminan la gira después de vender cerca de cinco millones de copias. Tras esto la banda se toma un período de descanso que al final se prolongó más de 5 años, en el cual el grupo hizo algunas pequeñas giras, colaboraron en algunos soundtracks como en el de "Jay and Silent Bob Strike Back" con el Tema "Jackass" (originalmente pensado para la serie de TV con el mismo nombre). También en 2003 la banda lanza un DVD titulado One Fierce Beer Run, con las crónicas de la gira One Fierce Beer Coaster, así como de vez en cuando aparecieron en Viva La Bam, show de MTV de su colega Bam Margera.
Justo poco antes de lanzar el disco, Spanky G dejó al grupo, aunque incluso aparece en el booklet y en los créditos del disco. Su reemplazo fue Willie The New guy, el cual incluso aparece en el video del primer sencillo "The Bad Touch".

### Hefty Fine
Después del último disco -lanzado 6 años atrás-, el último álbum del grupo fue lanzado el 27 de septiembre de 2005. Originalmente el título del disco se tenía pensado llamarlo "Heavy Flow", sin embargo Jimmy Pop -líder del grupo- decidió modificar el título ya que así se titula un tema de Moby (el cual Pop ha declarado que le desagrada). El primer sencillo, "Foxtrot Uniform Charlie Kilo" (en alusión a las iniciales de cada palabra, formando la palabra FUCK) fue todo un éxito, en especial por su video, que presentaba a Bam Margera conduciendo un auto en forma de plátano, al igual que Uhn Tiss Uhn Tiss Uhn Tiss. Este disco -el cual fue el primer disco de Willie The New Guy en los tambores-, causó un poco menos de impacto que sus trabajos anteriores, pero los hizo embarcarse en una nueva y larga gira en la que también hicieron presentaciones en el Rock Am Ring de 2006, donde causó escándalo la "lluvia dorada" que Evil Jared le propició a Pop.
En 2006, Willie The New Guy abandona al grupo y en su lugar entra Adam "The Yin", quien actualmente continúa en la banda.

### Trabajos posteriores
El grupo lanzó en la última parte de 2007 el tema "Screwing you On The Beach At Night", el cual fue incluido en el compilado Viva La Bands Vol.2 de Bam Margera. El video es una parodia del video de Chris Isaak "Wicked Game". Probablemente el tema será parte del nuevo disco.
En octubre de 2008, Lüpus Thunder abandonó el grupo. Esto fue confirmado en un boletín del MySpace del grupo. Las razones no fueron especificadas. Su reemplazante es Daniel P. Carter.
En el 2010, Evil Jared anunció que están trabajando en un nuevo álbum. Recientemente, Jimmy Pop anunció que tienen 14 canciones nuevas y que el disco se llamará "Getting Laid on a School Bus" y que saldría alrededor del 2011
El 26 de octubre de 2010, la banda lanzó el sencillo "Altogether Ooky" con motivo de los festejos de Halloween. El sencillo sigue con el sonido característicos del grupo.

## Discografía

### Álbumes de estudio
- Use Your Fingers (1995)
- One Fierce Beer Coaster (1996)
- Hooray for Boobies (2000)
- Hefty Fine (2005)
- Hard-Off (2015)

### Sencillos
- "Mama Say" (1995)
- "Fire Water Burn" (1997)
- "Kiss Me Where It Smells Funny" (1997)
- "I Wish I Was Queer So I Could Get Chicks" (1997)
- "Why's Everybody Always Pickin' On Me?" (1997)
- "Your Only Friends Are Make Believe" (1998)
- "Along Comes Mary" (1999)
- "The Bad Touch" (1999)
- "The Ballad of Chasey Lain" (1999)
- "Magna cum nada" (1999)
- Right turn clyde" (1999)
- "Mope" (2000)
- "The Inevitable Return of the Great White Dope" (2001)
- "Foxtrot Uniform Charlie Kilo" (2005)
- "Uhn Tiss Uhn Tiss Uhn Tiss" (2005)
- "No Hard Feelings" (2005)
- "Screwing You on the Beach at Night" (2007)
- "Altogether Ooky" (2010)
- "American Bitches" (2014)
- "Chew Toy" (2014)
- "Clean Up In Aisle Sexy" (2015)
- "Dimes" (2015)
- "Uncool as Me" (2015)

## Miembros

### Última formación
- Jimmy Pop: voz, guitarra rítmica, teclado (1988-2015); guitarra (1988-1994)
- Denial P. Carter: voz, voros (2009-2015)
- Evil Jared Hasselhoff: bajo, coros (1995-2015)
- The Yin: batería, coros (2006-2015)
- DJ Q-Ball: teclado, sintetizador, tornamesas, programación, sampling, hype man, coros (1995-2015)

### Miembros anteriores
- Daddy Long Legs: voz, bajo (1988-1995)
- Bubba K. Love: tornamesas, coros (1992-1993)
- Foof: batería, coros (1992)
- Lazy I: coros (1992)
- White Steve: coros (1992)
- Skip O'Pot2Mus: batería, coros (1992-1995)
- M.S.G.: tornamesas, coros (1994-1995)
- Lupus Thunder: guitarra, coros, tornamesas (1992-2008)
- Tard-E-Tard: tornamesas (1995)
- Spanky G: batería (1995-1999)
- Willie The New Guy: batería (1999-2006)

## Curiosidades
- Las canciones y los guiones de sus videoclips son escritos originalmente por ellos mismos.
- Jimmy Pop viene de una familia judía, pero él no se considera judío.
- Por la canción "Hell Yeah" de "Hooray For Boobies" se cree que Jimmy Pop es ateo.
- El bajista Evil Jared Hasselhof sufre de síndrome del intestino irritable y de síndrome de desorden compulsivo.
- En el 2007, en Alemania, Bloodhound Gang fue entrevistado y terminaron quemando parte del vestíbulo del estudio.
- En el videoclip de "Foxtrot Uniform Charlie Kilo" (título que contiene letras deletreadas en alfabeto radiofónico refiriéndose a la palabra inglesa fuck) aparece el famoso skater Bam Margera conduciendo el coche plátano y en "The Inevitable Return of the Great White Dope", canción incluida en la banda sonora de Scary Movie, la explosiva Carmen Electra.
- Muchos de sus integrantes han aparecido en la serie de MTV Viva la Bam.
- En 2013, Rusia prohibió que la banda actuara en su territorio como consecuencia de la polémica de "comportamiento respecto a la bandera (rusa) que Bloodhound Gang tuvo durante un concierto en Ucrania".[1]